# Lycodon jara
Lycodon jara, tambien coneguda com a Serp llop de taques bessones, és una espècie de serp del gènere Lycodon, de la família dels colúbrids.

## Troballa i distribució
La serp va ser descrita per primera vegada pel zoòleg britànic George Shaw l'any 1802, i habita en l'Índia: (Assam, Ganjam, Arunachal Pradesh (Chessa, Itanagar – Papum Pari districte), Uttar Pradesh (Dehradun – Mukherjee), i també ha estat trobada a Nepal, Java i Bangladesh.

## Hàbitat i característiques
- Longitud: 40 centímetres.
- Color: Blanco, groc i marró.